# 雍正剑侠图
《雍正剑侠图》又称《童林传》，短打评书，由清末民初评书艺人常杰淼于20世纪20年代在天津创作并表演。常杰淼习武嗜酒，性格豪爽，结交绿林豪杰。书中有大量比较真实的武术、江湖绿林道描写；常还惯于引经据典，夹叙夹评，又熟悉老北京民俗与风土人情，能够“武书文说”，把剑侠图说成学问书。“剑侠图”是因为常曾在书中提到“康熙六十一年武英殿御览群侠图”而得名。

## 内容
《雍正剑侠图》大概以八卦掌祖师董海川为原型，同时受到清中叶以来流传于民间的雍正改詔篡位、结交绿林、被刺等故事启发，塑造出童林这一书胆人物。书中讲述康熙末年，京南霸州童家庄童林童海川因嗜赌误伤老父，出走江西，受高人何道源、尚道明传授，十五年昼夜苦功、习得“柳叶磨身绵丝掌”“转大树”等绝艺，奉师命下山“另兴一家武术”。京城偶遇雍亲王胤禛，做了武术教师，却因初涉江湖得罪绿林。韩宝、吴志广夜入皇宫盗宝，栽赃童林。童林奉旨带罪南下捉贼寻宝。一路之上与雍亲王上结识了各路侠客好汉——东侠侯庭、二侠侯杰、铁掌李源、赛判儿飞行侠苗泽等人，也遇到不少占山占岛的贼寇，更有武林志士有意要与初出茅庐的童林比试高低，并由此展开一系列紧张精彩夺宝拿贼，平山灭岛、武林争斗等故事情节，全书共有五百七十多位剑、侠客出场。

## 演出、出版与流变
当年常杰淼曾在天津“三不管”与师兄张杰鑫的《三侠剑》对台演出，传为佳话。后应报社之约，由常口述，别人记录，连载于《新天津报》与《新天津晚报》，1928年-1943年集印出版41册。1929年常去世后，弟子蒋轸庭根据师傅生前的留下的书道子和自己的研究，续编此书。这也是当时所有评书的特点——没有结局，“攒底”的时候一定要留“扣子”，就是常见的“欲知后事，请听下回分解”，因此又引来“剑山蓬莱岛”、“万龙藏风岛”、“攻打聚英山”等热闹场面，更多高深莫测的剑侠悉数亮相，篇幅翻了数倍。民国年间这部书风靡一时，几乎家喻户晓，由天津到北京再传播到东北，很多评书艺人纷纷改说此书，发展出来的版本分支众多，情节内容不尽相同。名家有天津于枢海、北京李鑫荃等等。李鑫荃的版本是至“张芳改诏”、“雍正登基”结书，亦有评书艺人接此继续，雍正继位，追杀童林，吕四娘刺雍正的内容。20世纪50年代之后，该书列为“坏书”禁说，传承和发展基本停止。20世纪80年代之后，单田芳曾在电台播讲过《童林传》，情节、人物改动删减极大，不足原书1/3，基本无“藏风岛”、“聚英山”等内容；虽然如此，很多80年代小听众从此迷恋上了童海川，侯二侠，同时对书中人物的绰号都铭记在心。稍后又有多人电台、电视台录制剑侠图。

## 整理
1992年，北京师范大学出版社曾经整理全套馆藏的民国年间常杰淼、蒋轸庭记录本《雍正剑侠图》，一共十三册，定名《雍正剑侠十三部》；近年来中华书局陆续出版了评书名家李鑫荃口传本《雍正剑侠图》其中的两部《剑山蓬莱岛》、《万龙藏风岛》。